# Fio Dental (canção)
"Fio Dental" é uma canção do apresentador de televisão e cantor brasileiro Gugu Liberato lançada em 1987, pela gravadora RGE Discos. Comercialmente lançada em um compacto simples, traz a faixa "Marcha de Bicharada" como lado B.
Em julho de 1984, o apresentador fez uma viagem para Miami, Flórida, nos Estados Unidos, a fim de ter acesso a canções que poderiam atingir o êxito de “Baile dos Passarinhos”. Meses depois, em 5 de setembro, alguns veículos de imprensa informaram que o artista já estava gravando duas músicas para o próximo carnaval, e que as canções tinham potencial para serem sucesso durante o período das festas carnavalescas.
Com autoria de Roberto Manzoni, João Roberto Kelly, e do próprio Gugu, a canção "Fio Dental" era inicialmente intitulada "Monique", enquanto a "Marcha da Bicharada" permaneceu com seu título original no lançamento de 1987.
A escolha de João Roberto Kelly como um dos compositores foi acertada, visto que ele já era autor de marchinhas de carnaval famosas, tais como "Mulata Bossa Nova" e "Cabeleira do Zezé".
Embora as músicas desse terceiro compacto da carreira do apresentador tenham tido menor sucesso e influência que “Baile dos Passarinhos”, as vendas ainda seguiram altas, graças a sua popularidade frente ao programa Viva a Noite, do SBT.

## Lista de faixas
- Créditos adaptados da contracapa do compacto simples "Fio Dental" / “Marcha da Bicharada".[7]

Lado A
| N.º | Título       | Compositor(es)                                   | Duração |  |
| 1.  | "Fio Dental" | Roberto Manzoni João Roberto Kelly Gugu Liberato |         |  |

Lado B
| N.º | Título                | Compositor(es)         | Duração |  |
| 1.  | "Marcha da Bicharada" | Manzoni Kelly Liberato |         |  |